# Xenorhina bouwensi
Xenorhina bouwensi är en groddjursart som först beskrevs av De Witte 1930.  Xenorhina bouwensi ingår i släktet Xenorhina och familjen Microhylidae. IUCN kategoriserar arten globalt som livskraftig. Inga underarter finns listade i Catalogue of Life.